# Tubakuta
Tubakuta (Schreibvariante: Tuba Kuta, Tuba Koto und Tuba) ist eine Ortschaft im westafrikanischen Staat Gambia.
Nach einer Berechnung für das Jahr 2013 leben dort etwa 1349 Einwohner, das Ergebnis der letzten veröffentlichten Volkszählung von 1993 betrug 834.

## Geographie
Tubakuta liegt in der West Coast Region, Distrikt Kombo East, rund 3,2 Kilometer nördlich von Bassori und 2,5 Kilometer südlich von Madina Ba entfernt. Der Ort liegt an einer Straße, die bei Madina Ba von der South Bank Road abzweigt und nach Süden nach Senegal führt. In Senegal trägt sie die Bezeichnung N 5.